# Jazyk československý

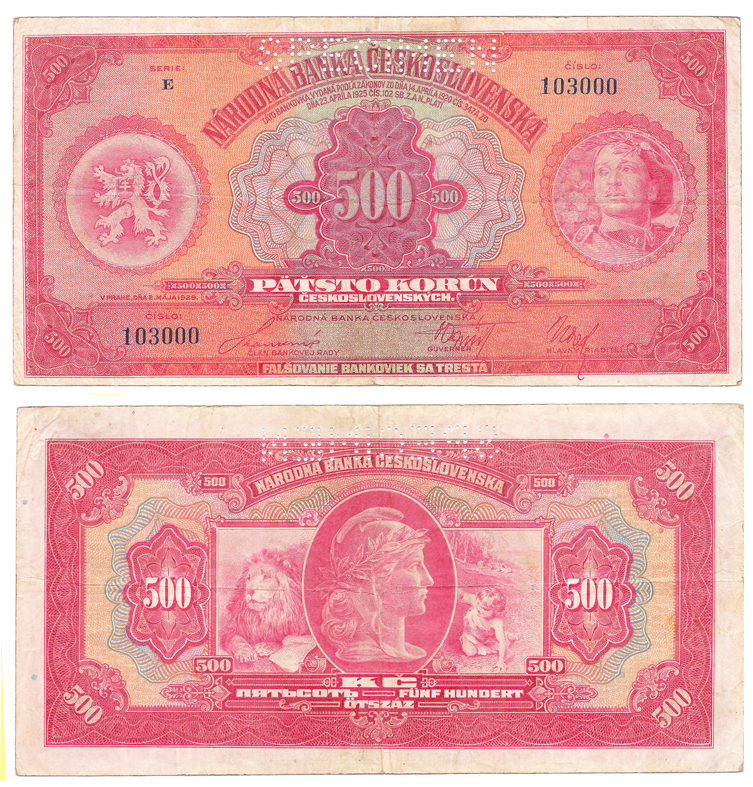
500 Kč v roce 1929 - označení je v českoslovenštině (slovenská verze), dále zčásti v rusínštině, němčině a maďarštině

Českoslovenština, úředním názvem jazyk československý, byla úředním jazykem Československa v letech 1920 až 1948. V českých zemích českoslovenštinu představovala čeština, na Slovensku slovenština s tím, že šlo o dvě formy jednoho jazyka a podání v češtině mohla být vyřízena ve slovenštině a naopak. Koncepce československého jazyka vycházela z koncepce čechoslovakismu. V oblasti dělení jazyků se užívá termín česko-slovenské jazyky.
Českoslovenština je též název idiolektu, v němž se mísí čeština se slovenštinou, např. husákovština, babišovština atd. 

## Odluka slovenštiny od češtiny
Řeč podtatranských obyvatel se nazývala nejčastěji lingua slavonica, slovenská (slovanská), jindy také bohemica, česká, česká nebo slovanská, slovenská nebo česká (windisch, slowakisch, böhmisch) atp. Mezi těmito názvy nebylo významového rozdílu. Slovenskou řečí psali své knihy české, někdy trochu poslovenštěné, a českou řeč nazývali svou vlastní řečí mateřinskou — v trnavském tisku charvatském z roku 1694 „vu Česke Ternave“, Albert Pražák uvádí i nesčetné další příklady.
Ve starém českém jazyce byla slova slovenský, slovanský a český synonymy. Český jazyk je nazýván od Kosmasa počínaje lingua sclavonica, slovenský, slovanský, český a slovanský až do 18. století. Od konce 18. století a ještě na začátku 19. století u Čechů a Slováků slovenský znamená to, co dnešní slovanský. Slovenský a slovanský byla synonyma, stejně jako byla synonymy obyvatelská jména jako Slovák, Slověnín, Slověné, Slovan. V legendě o svatém Prokopu se výraz „slovenský“ ve významu „český“ objevuje na pravých i na interpolovaných listech: „jáz chci pověděti o dědicěvi slovenském, číš o Prokopovi svatém, jenž sě jest v Čechách narodil“, „Svatý Prokop jest slovenského roda nedaleko ot Českého Broda“.
Složená slova typu „československý“ vznikala zvláště hojně na začátku 19. století a zejména na Slovensku, aby (pod vlivem latinských názvů) označovala jednotu. Čechoslovan je doložen v Počátcích českého básnictví z roku 1818, slovo Československo utvořil Jozef Miloslav Hurban pro Čechy, Moravu, Slezsko a Slovensko roku 1839. První stopu myšlenky na odluku slovenštiny od češtiny našel Albert Pražák roku 1837 v Hurbanově dopise Gajovi, rozhodnutí klade do počátku roku 1843, přičemž za hlavní považuje pohnutku politickou, nikoliv filologickou: Štúr chtěl osamostatněním slovenštiny dokázat Maďarům, že se nespojuje politicky s Čechy k vlastizrádným cílům, že je tedy domorodý vlastenec a že smí pro svůj lid žádat v Uhrách politická práva, zároveň s účelem získat účinnou a přípustnou zbraň proti maďarizaci, zároveň je v tomto kroku hledáno i zaměření proti česky orientovaným luteránům.
Se snahou  osamostatnit slovenštinu jako nezávislý jazyk nesouhlasil zejména Ján Kollár. V  roce 1846 byl v Praze vydán sborník Hlasowé o potřebě jednoty spisowného jazyka pro Čechy, Morawany a Slowáky (Spisů musejních číslo XXII), do kterého přispěli: Ján Chalupka, Josef Jungmann, Ján Kollár,  František Palacký, Pavel Josef Šafařík, Juraj Palkovič, Bohuslav Tablic a další.

## Zákonný rámec
Českoslovenština jako úřední jazyk Československa byla zavedena československým ústavním zákonem č. 122/1920 Sb. z. a n., jímž se stanovily zásady jazykového práva v Československu, v souladu s článkem 7 Saint-Germainské smlouvy a podle § 129 československé ústavy (československý ústavní zákon č. 121/1920 Sb.). Tento zákon nabyl účinnosti 6. března 1920 a zrušen byl až 9. června 1948.

## Použití

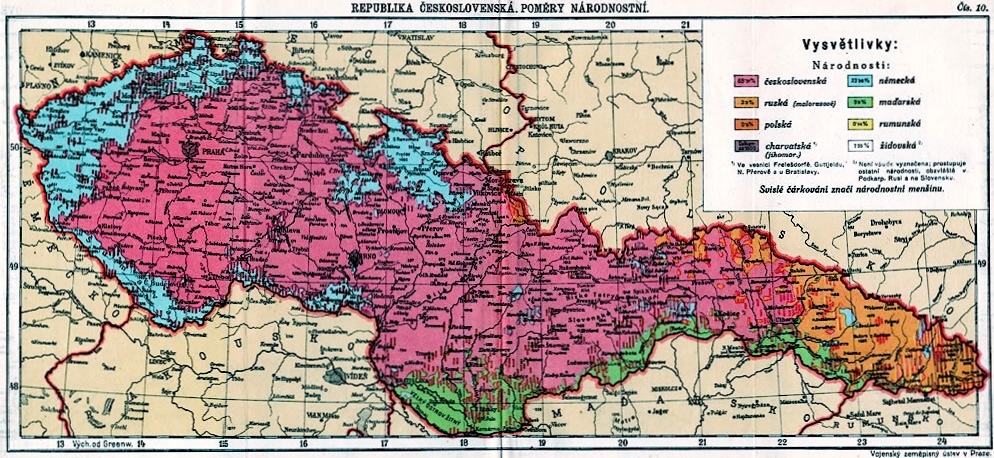
Národnostní mapa Československa podle sčítání lidu z roku 1930

Českoslovenština byla hlavním jazykem jednání soudů, úřadů, ústavů, podniků a orgánů Československa, jazykem hlavního textu státovek a bankovek a hlavním velícím a služebním jazykem československé armády.
Příslušníci národnostní menšiny v oblastech, ve kterých tvořili podle posledního sčítání lidu více než 20 % obyvatel, mohli používat ve styku s úřady jazyka své národnostní menšiny a úřady byly povinny jim vyhovět a záležitost vyřídit v témže jazyce národnostní menšiny. V jazyce národnostní menšiny též vyučovaly školy zřízené pro tuto národnostní menšinu a spravovaly se kulturní instituce této národnostní menšiny. Ve styku s mužstvem československé armády, které neumělo československy (tj. česky či slovensky), mohlo být jednáno v jeho mateřském jazyce.

## Směs češtiny a slovenštiny
V novější době je českoslovenštinou nazývána nedokonalá mluva osobností, které mluví směsí češtiny a slovenštiny. V době Gustáva Husáka se takovému jazyku říkalo i husákovština. Tímto výrazem je někdy označován i jazyk Andreje Babiše: „Něch poví, kdě bydlí!“